# Станчо Проданов
Станчо Проданов-Зигото е футболист на Ботев (Пловдив).
Защитава цветовете на клуба от 1922 до 1932 г. Играе като офанзивен халф и нападател. Участник в отбора, които през 1929 г. печели званието „Държавен шампион по футбол“ на България. Играе в 103 официални срещи и има 41 отбелязани гола за градското и областно първенство на Пловдив и държавното първенство на България. Участва в над 100 контролни срещи с български отбори и в 10 международни срещи с фланелката на Ботев (Пловдив). През периода 1929 – 1932 година е привлечен за три официални срещи в състава на „А“ националния отбор на България.